# الوار لایه‌ای (گلولام)

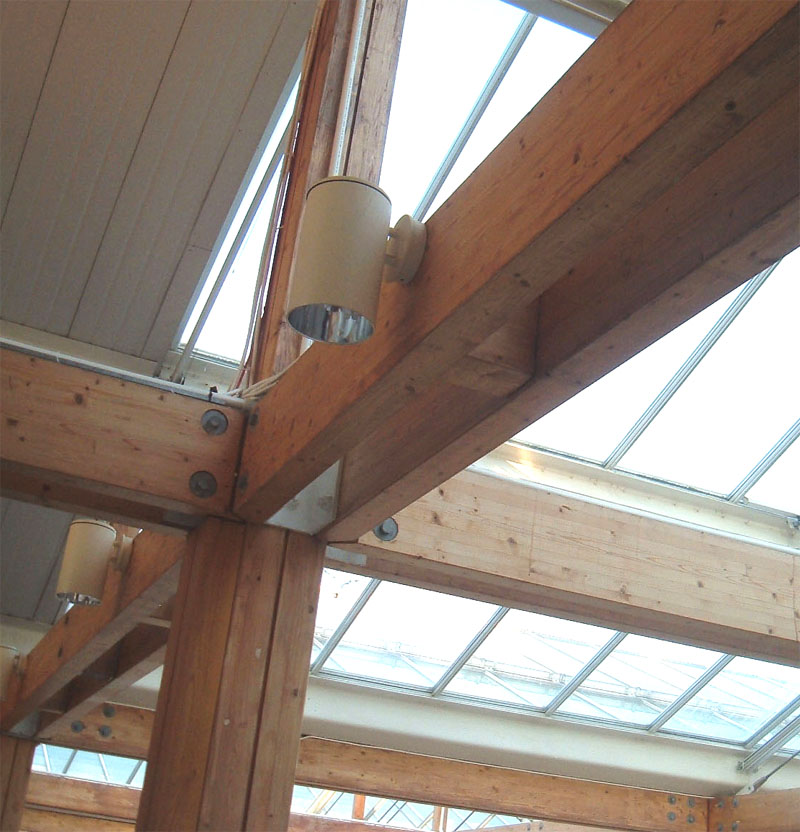
قاب گلوله از یک ساختار سقف

الوار لایهای که به نام گلولام نیز شناخته می‌شود، نوعی از محصولهای مهندسی شده چوبی می‌باشد که از الوارهای چوبی با ابعاد مشخص و با استفاده از چسبهای مقاوم به رطوبت تولید می‌شوند. این نوع الوارها در آمریکای شمالی به لمستوک (Lamstock) معروف است.
در این سازه با سرهم‌بندی چند قطعهٔ چوبی کوچکتر یک الوار محکم تولید می‌شود. این محصول سازه ای بعنوان تیر افقی و عمودی و همچنین کمان استفاده می‌شود. با گلولام می‌توان سازه‌های منحنی را ایجاد نموده و انواع گونه و کاربرد را برای آن متصور شد. برای اتصالات آن می‌توان از پیچ و میخ و صفحات فلزی اسفاده نمود.
گلولام ارزش سازهای چوب را بالا می‌برد، در حالی که از منبعی تجدید پذیر در آن استفاده شده‌است. به دلیل نحوهی مونتاژ این سازه، برای ساخت آن می‌توان از درختان کم قطر هم استفاده نمود و سازه ای محکم و متنوع و بزرگ از چوب ساخت، بدون آنکه از چوبهای درختان بالغ جنگلی یا الوارهای با کیفیت صنعتی استفاده گردد
همانند دیگر سازه‌های مهندسی شده چوبی، به دلیل قابلیت استفاده از چوبهای بی کیفیت یا با کیفیت پایین میزان مصرف چوب در گلولام بازده بالاتری نسبت به تیرهای چوبی دارد، چرا که اثر منفی گره‌های چوبی را در محصول نهایی کاهش می‌دهد. این سازه انرژی نهان کمتری در مقایسه با استیل و بتن و حتی الوارهای چوبی دارد. به هرحال گلولام با ساختار لایهای خود در مجموع قدرت بیشتر و تحمل بار بیشتری نسبت به بتن و استیل خواهد داشت. باید توجه داشت که گلولم یک دهم استیل و یک ششم بتن وزن دارد و انرژی نهان برای تولید آن نیز معادل یک ششم مقدار مورد استفاده برای استیل با مقاومت یکسان است.
گلولام را به دلیل اینکه به اشکال مختلف می‌توان انحنا داد و تولید کرد به معماران ساختمانی پیشنهاد می‌گردد. توانایی مقاومتی بالای گلولم به این سازه این اجازه را می‌دهد که در مقیاس‌های بزرگ و با فاصله زیاد کمان و تیر ساخته شود بدون آن که از عمود کمکی برای آن استفاده گردد.

## تاریخ

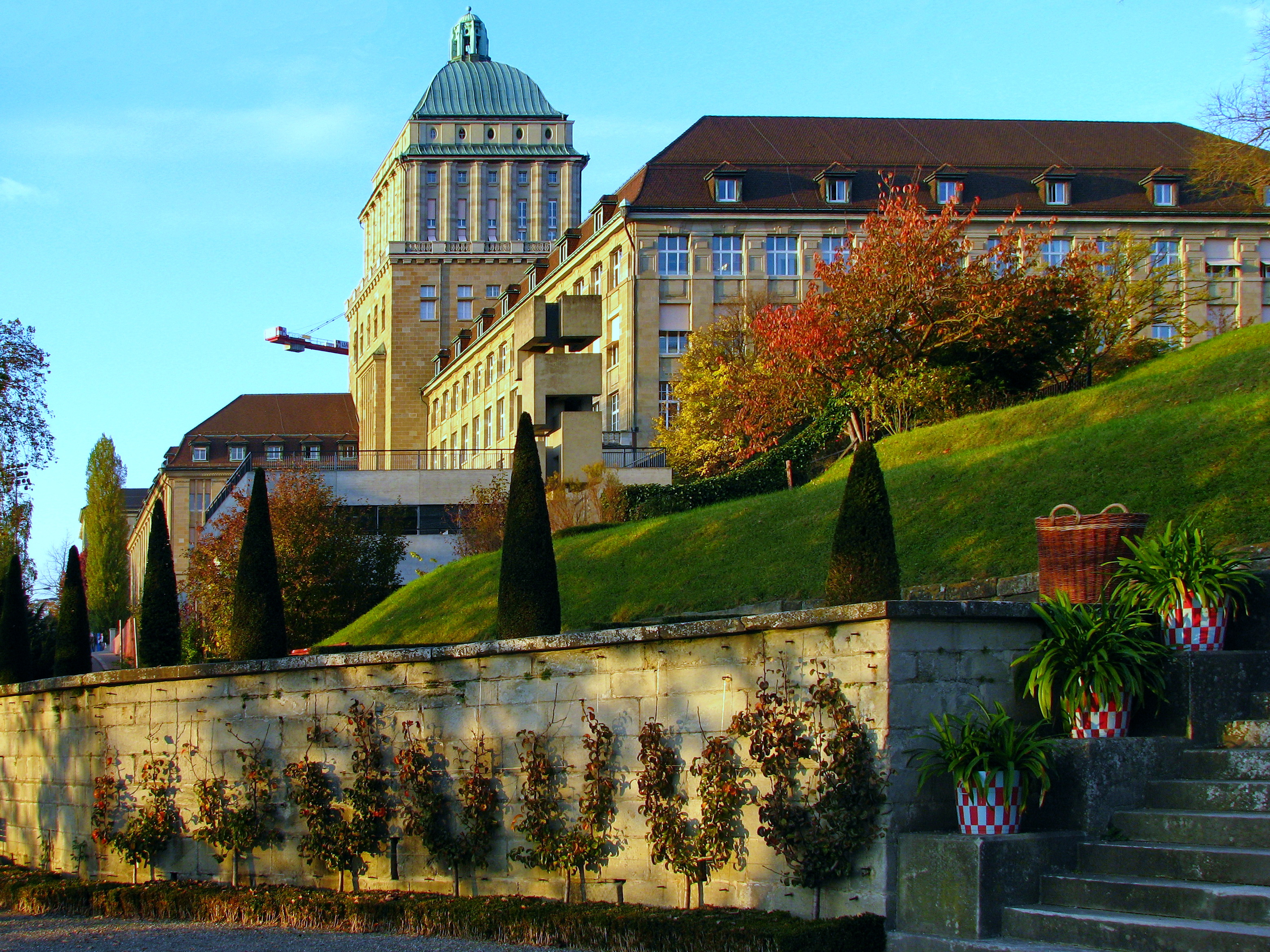
گلولام گنبد بامبو برج دانشگاه زوریخ با استفاده از سیستم Hetzer در سال ۱۹۱۱ ساخته شده‌است.

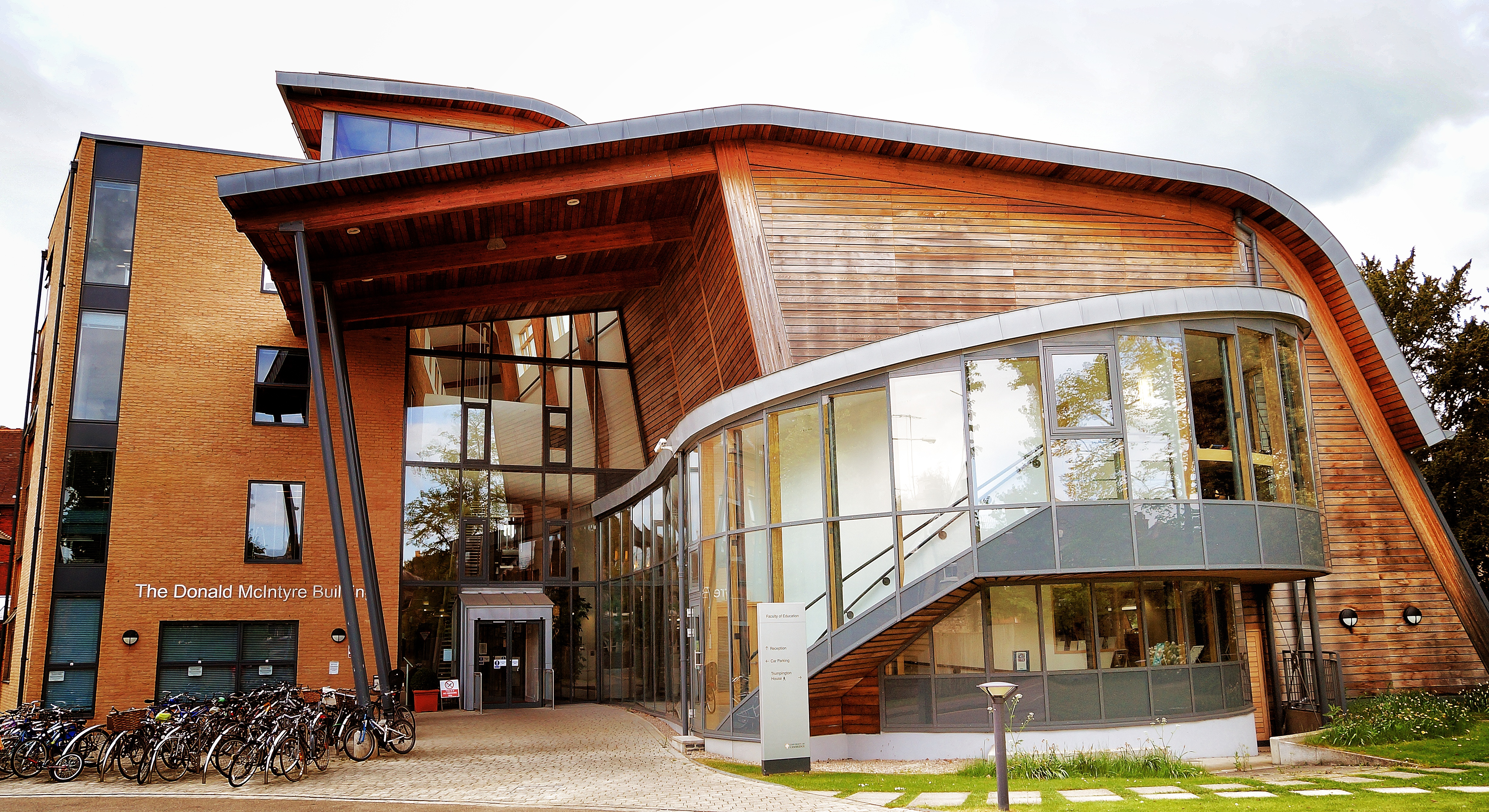
ساختمان گلولام محکم در دانشکده آموزش و پرورش، دانشگاه کمبریج.

یکی از اولین سازه‌های گلولم با اتصالات استیل برای سقف اتاق دانشکدهٔ شاه ادوارد ساخته شد که در ساوتهمپتون انگلیس قرار دارد. اولین اختراع صنعتی در ویمار آلمان ثبت گردید. اوتو هتزر تجارت صنایع چوبی خود را در کولستراس شروع نمود. اوایل ۱۸۷۲ او چندین ثبت اختراع داشت. وی به ایجاد اختراعات ادامه داد و در سال ۱۹۰۶ اولین سازه گلولام مطابق با استانداردهای آن زمان را ایجاد کرد.

## تولید
از الوراهای نازک چوبی چسب خورده که بصورت موازی و در راستای الیاف روی هم قرار می‌گیرند تولید می‌گردد.

## گلولام در مقابل فولاد
در یک مطالعهٔ مقایسهای (۲۰۰۲) مربوط به سطح انرژی مورد مصرف در سازه‌ها مشخص شد که انتشار گازهای گلخانهای و هزینه‌ها برای تیرهای سقف ساخته شده از استیل حدود ۲ الی ۳ برابر بیشتر از گلولام بوده‌است. این تحقیق دو گزینه را بر ای سقف فرودگاه اسلو در نروژ مورد نظر داشت: تیرهای استیل و تیرهای گلولام از چوب کاج.
چرخهی حیات گازهای گلخانهای برای الوارهای گلولام کمتر است. اگر آنها را در پایان عمر مصرفی شان بسوزانند انرژی ای که برای تولیدشان مصرف شد را بیشتر می‌توان بازیافت نمود. میزان گازهای گلخانه ای بصورت زیادی به شیوه محاسبه انتشار آن برمیگردد و پروفیل محیط زیستی گلولام شبیه یا بهتر از استیل در کاربردهای ساختمانی است. البته باید توجه داشت که قیمت این گلولام کمی ارزانتر از استیل است.

## تحولات تکنولوژیکی

### چسب
زمانی که در اوایل قرن بیستم گلولام تولید شد در آن از کازئین به عنوان چسب مقاوم به آب استفاده شد، اما مقاومت برشی پایینی داشت. در کازئین به دلیل تنشهای ذاتی که در چوب وجود داشت، شکست اتفاق می‌افتاد. با ابداع چسبهای سرد در 1928 (Kaurit) این مشکل تا حدی حل شد. این چسبها ارزان، با قایلت کاربردی آسان و ضدآب بودند که مقاومت خوبی نیز نشان می‌دادند.

### اتصالات انگشتی
این نوع اتصال به گلولام اجازه می‌دهد که در مقیاس بزرگ تولید گردد. ماشین اتصال انگشتی اتوماتیک می‌تواند این اتصالات را بوجود آورد و بوسیله چسب و در پرس اتصال ایجاد شود.

### دستگاه برش کامپیوتری (CNC)
دستگاه برش کامپیوتری به تولیدکنندگان، معماران و طراحان این فرصت را می‌دهد که الوارهای گلولام را با دقت بالا برش زده و شکلهای ویژه را نیز تولید کنند. این دستگاه را می‌توان تا پنج محور کاربردی ارتقا داد. CNC در واقع روی مواد تراشکاری انجام می‌دهد.

## کاربردها

### سازه‌های ورزشی

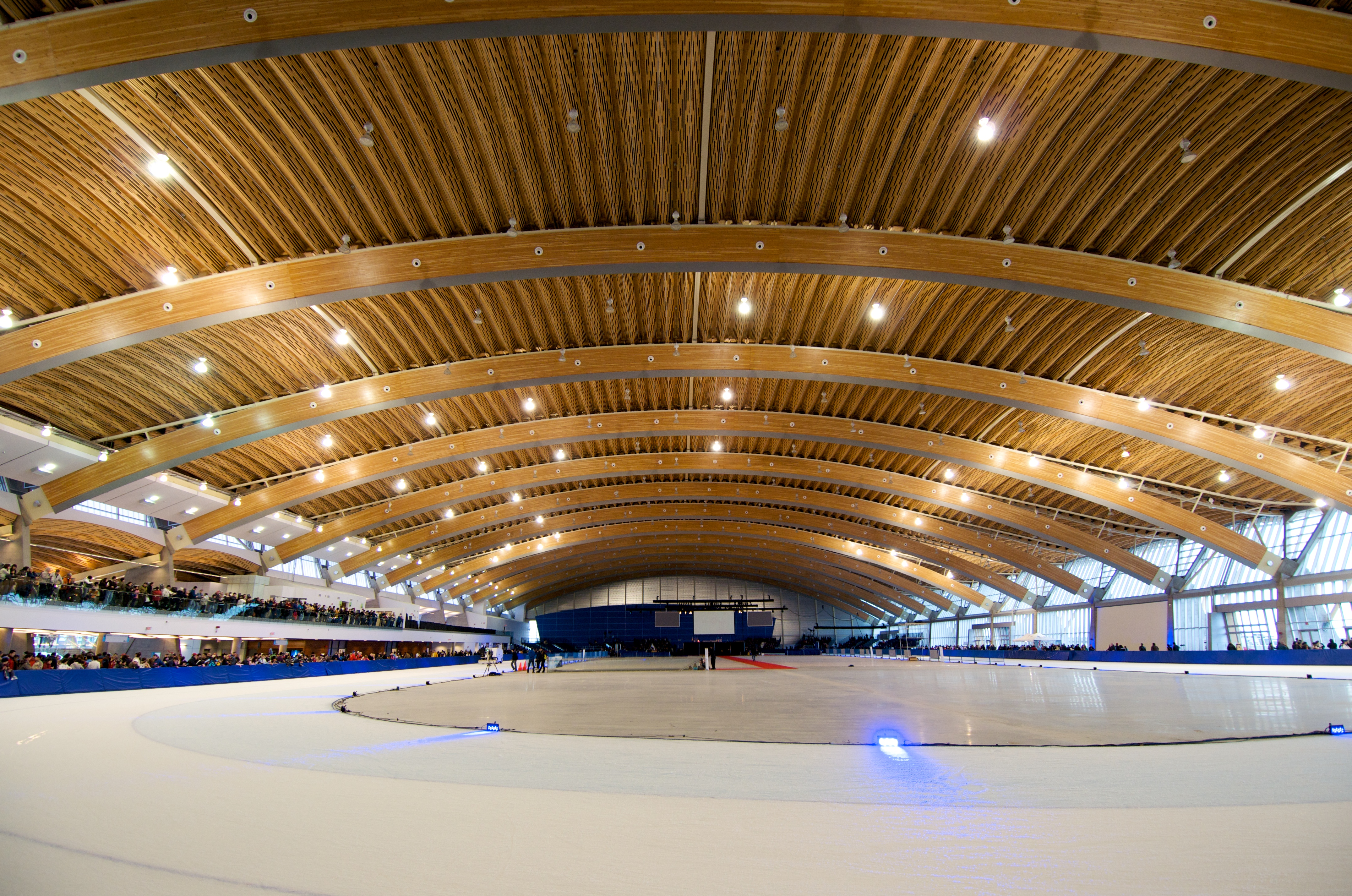
ریچموند المپیک

این گونه مکانها بسیار مناسب برای استفاده از گلولام در سقف با دهانه‌های بزرگ می‌باشد. این سازه‌ها با مواد سبک سازی شده حمایت می‌شوند و طوری ترکیب می‌یابند که قابلیت سازه‌های عرضی با طول بلند داشته باشند. برای مثال ورزشگاه Post Finance Arena دارای سقف گلولم به طول کمان حدوداً ۸۵ متر می‌باشد. این سازه سال ۱۹۶۷ در برن تولید شد و متعاقب آن گسترش یافت. سازه‌های زیادی از قبیل سقف Richmond Olympic Oval در المپیک ۲۰۱۰ ونکوور و آناهیم آیس (میدان یخ بازی) با هزینه کم در کالیفورنیا ساخته شد.

### پل‌ها

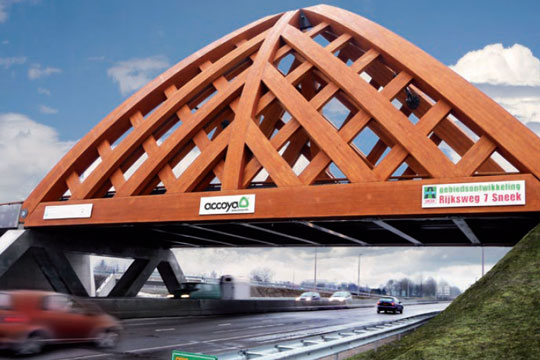
Bridge Accoya Glulam ترافیک سنگین در Sneek، هلند

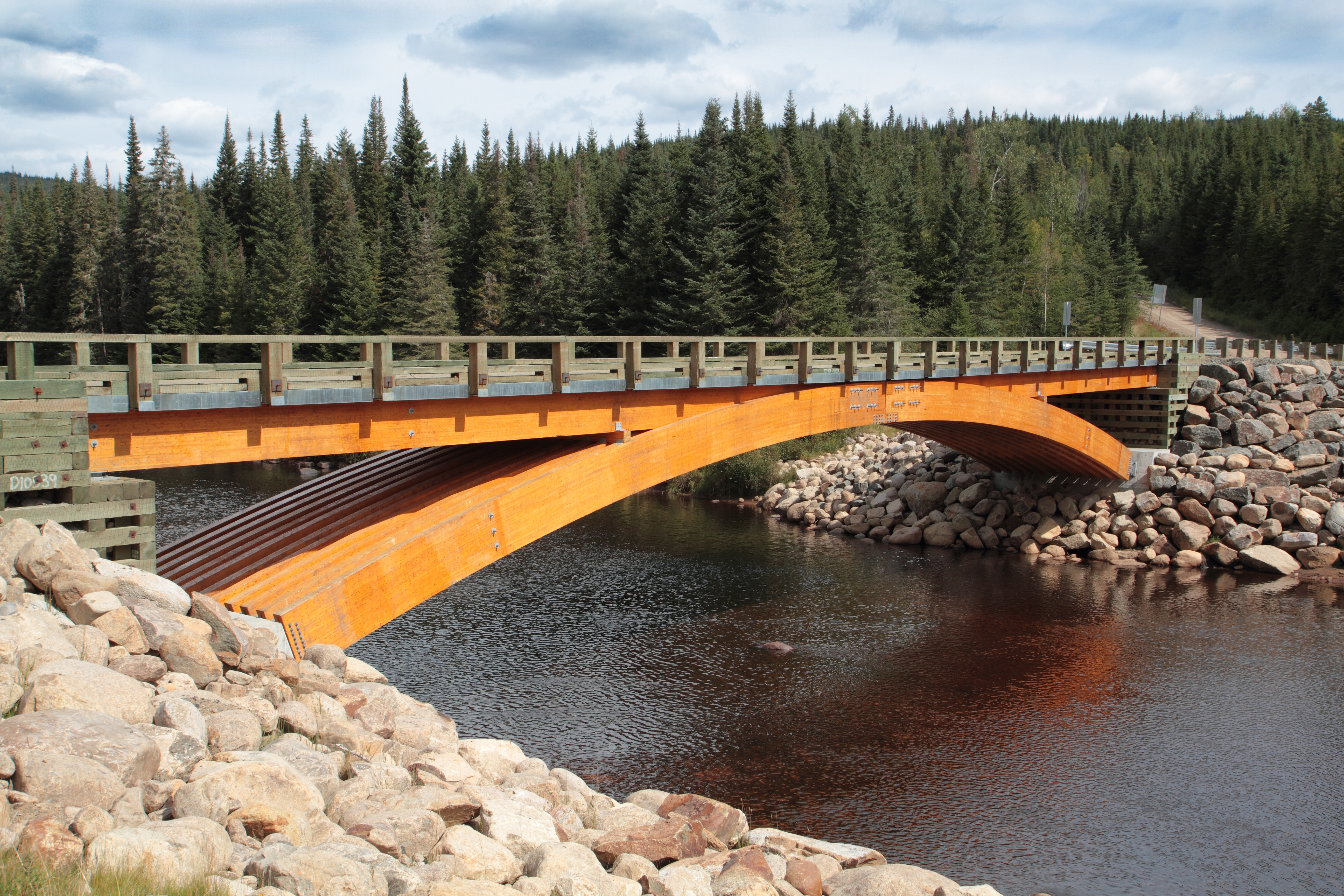
عبور پل گلولام از رودخانه مونت مورنسی، کبک

گلولامهای فشرده شده و ساخته شده از چوبهای با دوام برای ساخت پلها بسیار مناسباند. چوب قابلیت جذب ضربه ناشی از ترافیک و مقاومت طبیعی نسبت به مواد شیمیایی مورد استفاده در آسفالت را دارد که این ویژگی‌ها آن را مناسب نصب پل می‌نماید. گلولم را برای پیاده‌رو و جنگل و بزرگراه و پل‌های راه‌آهن به‌طور موفقیت‌آمیزی استفاده کرده‌اند. برای مثال می‌توان پل داوینچی در نروژ را مثال زدکه سال ۲۰۰۱ تکمیل شدو برای سراسر آن از گلولام استفاده شده‌است.

### ساختمان‌های مذهبی

داخل کلیسای جامع مسیح نور با چوب لمینت چسبناک تشکیل شده‌است

از گلولام برای ساهت ساختمان‌های چند منظوره نظیر کلیسا، کتابخانه و مدرسه نیز مورد استفاده قرار گرفته‌است. بلندترین سازه ساخته شده از گلولام متعلق به ساختمان ساخته شده در بروموندال نوروژ با ۱۸ طبقه است. الوار گلولام ترکیبی مهم برای استفاده در سالنهای کنفرانس و غیره نیز می‌تواند باشد.
- تخته چند لایه
- فیبر
- چوب سخت
- من برمی‌دارم
- روکش چوب روکش شده
- میسونیت
- فیبر متوسط با چگالی
- هیئت مدیره رشته‌ای
- پارالام
- تخته خرده چوب
- کامپوزیت پلاستیک (ابهامزدایی)
- تخته سه لا
- چوب پرس
- قاب سازی چوب